# Bussières, Seine-et-Marne
Bussières är en kommun i departementet Seine-et-Marne i regionen Île-de-France i norra Frankrike. Kommunen ligger i kantonen La Ferté-sous-Jouarre som tillhör arrondissementet Meaux. År 2022 hade Bussières 573 invånare.

## Befolkningsutveckling
Antalet invånare i kommunen Bussières
| Referens: INSEE |